# 贡托德诺加雷
贡托德诺加雷（法語：Gontaud-de-Nogaret，法語發音：[ɡɔ̃to də nɔɡaʁɛ]）是法国洛特-加龙省的一个市镇，属于马尔芒德区。

## 地理
贡托德诺加雷（44°27'23"N, 0°17'42"E）面积29.51 平方千米，位于法国新阿基坦大区洛特-加龍省，该省份为法国西南部内陆省份，北起多爾多涅省，西接吉倫特省和朗德省，南至热尔省，东临塔恩-加龙省和洛特省。
与贡托德诺加雷接壤的市镇（或旧市镇、城区）包括：阿格梅、特雷克河畔比拉克、福格罗勒、福耶、欧特维涅、隆格维尔、皮米克朗、瓦雷斯。

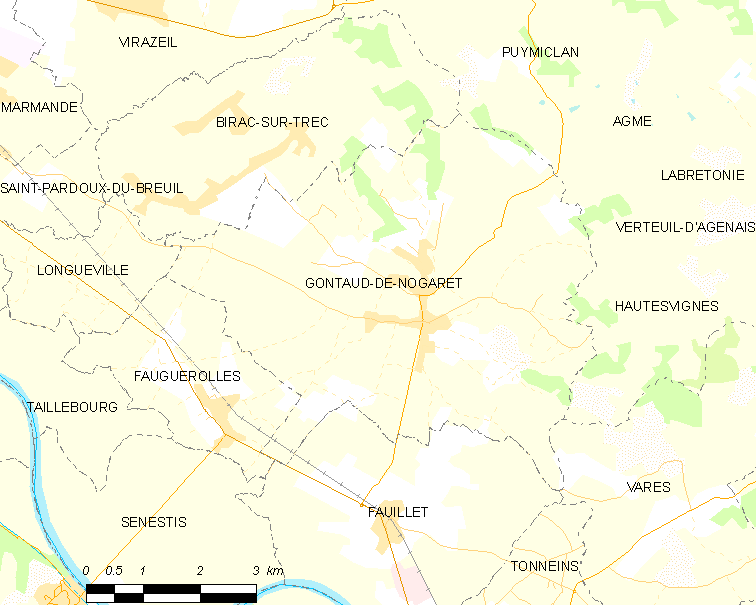
贡托德诺加雷的OSM定位图

贡托德诺加雷的时区为UTC+01:00、UTC+02:00（夏令时）。

## 行政
贡托德诺加雷的邮政编码为47400，INSEE市镇编码为47110。

## 政治
贡托德诺加雷所属的省级选区为马尔芒德第二县。

## 人口

1962-2008年间贡托德诺加雷人口变化图示

贡托德诺加雷于2022年1月1日时的人口数量为1641人。